# Bevagna
Bevagna est une commune italienne d'environ 5 100 habitants, située dans la province de Pérouse, dans la région Ombrie, en Italie centrale. Le village a obtenu le label des Plus Beaux Bourgs d'Italie.
Le film Benedetta de Paul Verhoeven a été, en partie, tourné à Bevagna, du 23 juillet au 9 août 2018.

## Géographie
Elle est située au milieu de l'Italie.

## Histoire
Il s'agit de l'ancienne Mevania

## Monuments et patrimoine
La place Silvestri est dominée par la cathédrale Saint-Michel de style roman.
- Église Saint-Sylvestre de Bevagna

## Administration
| Période                                  | Période | Identité | Étiquette | Qualité |
| ---------------------------------------- | ------- | -------- | --------- | ------- |
|                                          |         |          |           |         |
| Les données manquantes sont à compléter. |         |          |           |         |

### Hameaux
Capro, Gaglioli, Cantalupo, Castelbuono, Limigiano, Torre del colle

### Personnalités liées à Bevagna
- Alessandro Aleandri (1762-1838), avocat, président du sénat de la République Romaine (1798-1779).
- Andrea Camassei
- Alfonso Ceccarelli(1532–1583), médecin, écrivain, historien, faussaire italien.
- Jacques Bianconi
- Angelo Cino
- Agostino Mattoli (1801-1869), médecin, protagoniste de la République romaine de 1849.
- Agostino Mattoli II (1873-1929), médecin et diplomate.
- Ascensidonio Spacca (XVIe siècle), peintre italien.
- Filippo Silvestri (1873-1949), entomologiste
- Ciro Trabalza (1871-1936), critique littéraire.

### Communes limitrophes
Cannara, Foligno, Gualdo Cattaneo, Montefalco, Spello